# Золочевський Віктор Никифорович
Віктор Никифорович Золоче́вський (нар. 10 грудня 1934, Харків — пом. 2 липня 2010) — український музикознавець і музичний педагог, доктор мистецтвознавства з 1974 року, професор з 1975 року; член Спілки композиторів України з 1965 року.

## Біографія
Народився 10 грудня 1934 року в місті Харкові (нині Україна). 1959 року закінчив Харківську консерваторію, де навчався у класі Михайла Тіца; у 1962 році — аспірантуру при Інституті мистецтвознавства, фольклористики та етнології імені Максима Рильського АН УРСР у Києві (керівник Андрій Штогаренко).
Протягом 1962—1967 років працював у Інституті мистецтвознавства, фольклористики та етнології імені Максима Рильського АН УРСР; у 1967—1974 роках — доцент, професор кафедри теорії та історії музики Київського педагогічного інституту; з 1975 року — професор кафедри композиції, оркестрування та музико-інформаційних технологій Київської консерваторії. Помер 2 липня 2010 року.

## Праці
- «Українська народна музика у творчості В. М. Верховинця» // «Народна творчість та етнологія». 1960. № 3;
- «Ладо-гармонічні засади української радянської музики». Київ, 1964; 1976[3];
- «Українська народна пісня у творчості П. Чайковського» // «Народна творчість та етнологія». 1965. № 3;
- «Посилення ролі діатоніки в обробках українських народних пісень для голосу і фортепіано М. В. Лисенка» // Микола Лисенко — борець за народність і реалізм у мистецтві. Київ, 1965;
- «Образна виразність модуляції» // «Українське музикознавство». 1968. Випуск 3;
- «Модуляція і політональність» // «Українське музикознавство». 1969. Випуск 4;
- «Про модуляцію». Київ, 1972;
- «Композиційна і тематична будова в обробках народних пісень М. Леонтовича» // Творчість М. Д. Леонтовича. Київ, 1977;
- «Про музично-драматургічний принцип несподіваної розв'язки» // «Українське музикознавство». 1986. Випуск 21.